# District de Neunkirchen
Le district de Neunkirchen est une subdivision territoriale du Land de Basse-Autriche en Autriche. Son chef-lieu est Neunkirchen.

## Géographie

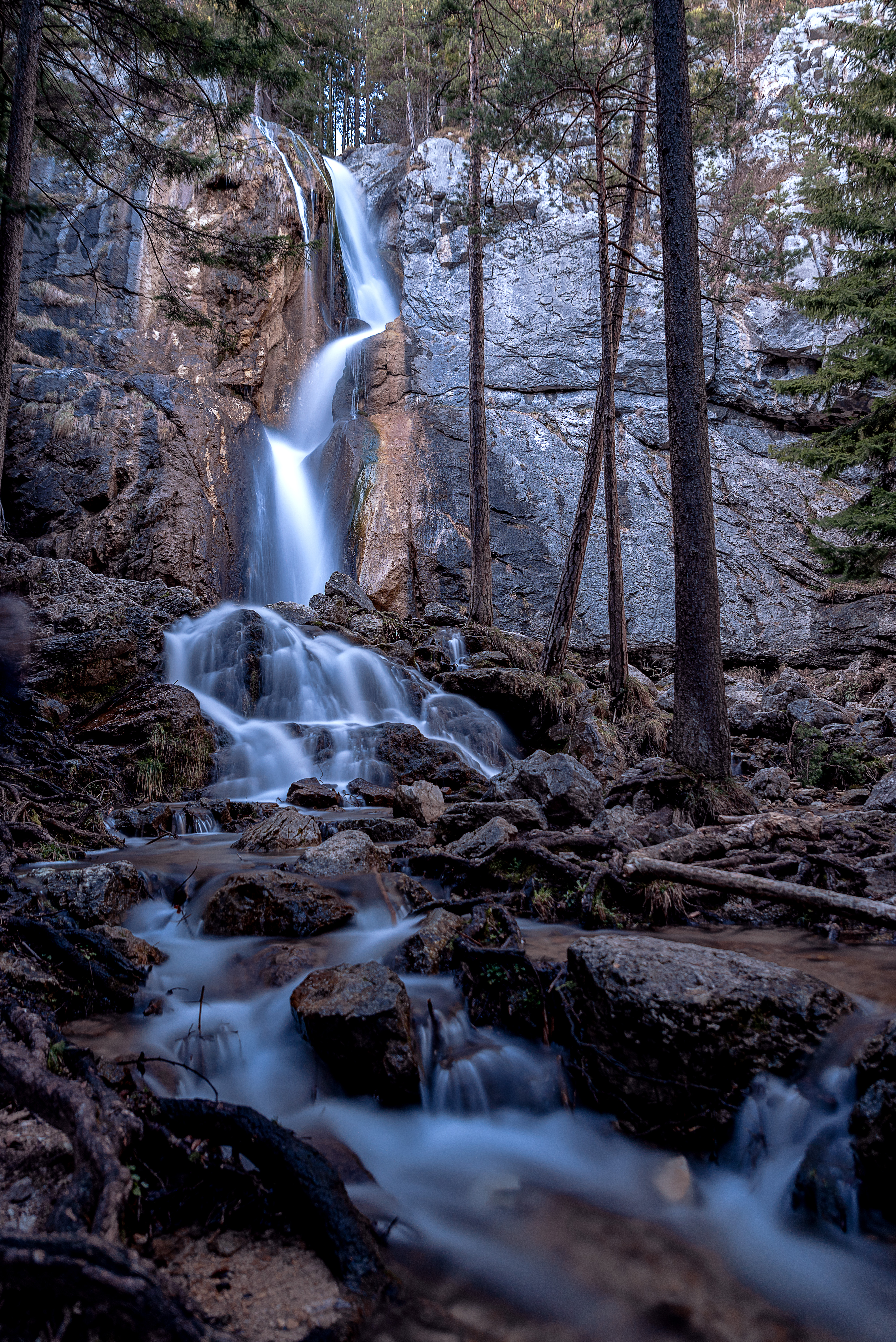
Sebastianfall, monument naturel dans le district de Neunkirchen. Mars 2019.

### Lieux administratifs voisins
| District de Lilienfeld                    | District de Wiener Neustadt-Land      | Wiener Neustadt                  |
| District de Mürzzuschlag (Land de Styrie) |                                       | District de Wiener Neustadt-Land |
| District de Weiz (Land de Styrie)         | District de Hartberg (Land de Styrie) |                                  |

## Communes
Le district de Neunkirchen est subdivisé en 44 communes :
- Altendorf
- Aspang-Markt
- Aspangberg-St. Peter
- Breitenau
- Breitenstein
- Buchbach
- Bürg-Vöstenhof
- Edlitz
- Enzenreith
- Feistritz am Wechsel
- Gloggnitz
- Grafenbach-St. Valentin
- Grimmenstein
- Grünbach am Schneeberg
- Höflein an der Hohen Wand
- Kirchberg am Wechsel
- Mönichkirchen
- Natschbach-Loipersbach
- Neunkirchen
- Otterthal
- Payerbach
- Pitten
- Prigglitz
- Puchberg am Schneeberg
- Raach am Hochgebirge
- Reichenau an der Rax
- Scheiblingkirchen-Thernberg
- Schottwien
- Schrattenbach
- Schwarzau am Steinfeld
- Schwarzau im Gebirge
- Seebenstein
- Semmering
- St. Corona am Wechsel
- St. Egyden am Steinfeld
- Ternitz
- Thomasberg
- Trattenbach
- Warth
- Wartmannstetten
- Willendorf
- Wimpassing im Schwarzatale
- Würflach
- Zöbern